# Basketball-Europameisterschaft der Damen 1950
Die Basketball-Europameisterschaft der Damen 1950 (offiziell: EuroBasket 1950 Women) war die 2. Austragung des kontinentalen Wettbewerbs. Sie fand vom 14. bis zum 20. Mai 1950 in Ungarn statt und wurde von der FIBA Europa organisiert. Die Partien wurden in Budapest ausgetragen.

## Mannschaften
| Gruppe A                                        | Gruppe B                               | Gruppe C                                             |
| ----------------------------------------------- | -------------------------------------- | ---------------------------------------------------- |
| - Belgien - Frankreich - Rumänien - Sowjetunion | - Israel - Österreich - Polen - Ungarn | - Italien - Niederlande - Schweiz - Tschechoslowakei |

## Vorrunde
Es wurde in drei Gruppe gespielt. Bei Punktgleichheit zählt der direkte Vergleich, danach die Korbdifferenz folgend die erzielten Körbe. Die beiden bestplatzierten jeder Gruppe kamen in die Finalrunde und spielten um die ersten sechs Plätze. Die Dritt- und der Viertplatzierten spielten um die Plätze 7 bis 12.

### Gruppe A
| Platz | Team        | Spiele | Siege | Niederl. | Körbe   | Diff. | Punkte |
| ----- | ----------- | ------ | ----- | -------- | ------- | ----- | ------ |
| 1     | Sowjetunion | 3      | 3     | 0        | 229:67  | +162  | 6      |
| 2     | Frankreich  | 3      | 2     | 1        | 109:143 | −34   | 5      |
| 3     | Rumänien    | 3      | 1     | 2        | 91:146  | −55   | 4      |
| 4     | Belgien     | 3      | 0     | 3        | 117:190 | −73   | 3      |

| Spiel | Datum              | Team 1      | Team 2     | 1. H. | 2. H. | Verl. | Ergebnis |
| ----- | ------------------ | ----------- | ---------- | ----- | ----- | ----- | -------- |
| A1    | 14. Mai 1950 10:30 | Sowjetunion | Belgien    | 42:19 | 49:12 | –     | 91:31    |
| A2    | 14. Mai 1950 21:45 | Frankreich  | Rumänien   | 25:12 | 14:14 | –     | 39:26    |
| A3    | 15. Mai 1950 16:00 | Rumänien    | Belgien    | 26:19 | 23:22 | –     | 49:41    |
| A4    | 15. Mai 1950 21:45 | Sowjetunion | Frankreich | 31:9  | 41:11 | –     | 72:20    |
| A5    | 16. Mai 1950 17:30 | Sowjetunion | Rumänien   | 26:4  | 40:12 | –     | 66:16    |
| A6    | 16. Mai 1950 21:45 | Belgien     | Frankreich | 17:26 | 28:24 | –     | 45:50    |

### Gruppe B
| Platz | Team       | Spiele | Siege | Niederl. | Körbe  | Diff. | Punkte |
| ----- | ---------- | ------ | ----- | -------- | ------ | ----- | ------ |
| 1     | Ungarn     | 3      | 3     | 0        | 215:66 | +149  | 6      |
| 2     | Polen      | 3      | 2     | 1        | 127:95 | +32   | 5      |
| 3     | Österreich | 3      | 1     | 2        | 72:126 | −54   | 4      |
| 4     | Israel     | 3      | 0     | 3        | 44:171 | −127  | 3      |

| Spiel | Datum              | Team 1 | Team 2     | 1. H. | 2. H. | Verl. | Ergebnis |
| ----- | ------------------ | ------ | ---------- | ----- | ----- | ----- | -------- |
| B1    | 14. Mai 1950 12:00 | Polen  | Österreich | 20:7  | 32:11 | –     | 52:18    |
| B2    | 14. Mai 1950 20:15 | Ungarn | Israel     | 53:7  | 42:6  | –     | 95:13    |
| B3    | 15. Mai 1950 11:00 | Israel | Österreich | 5:15  | 7:17  | –     | 12:32    |
| B4    | 15. Mai 1950 17:30 | Polen  | Ungarn     | 15:24 | 16:34 | –     | 31:58    |
| B5    | 16. Mai 1950 11:00 | Ungarn | Österreich | 42:11 | 20:11 | –     | 62:22    |
| B6    | 16. Mai 1950 16:00 | Polen  | Israel     | 25:7  | 19:12 | –     | 44:19    |

### Gruppe C
| Platz | Team             | Spiele | Siege | Niederl. | Körbe  | Diff. | Punkte |
| ----- | ---------------- | ------ | ----- | -------- | ------ | ----- | ------ |
| 1     | Tschechoslowakei | 3      | 3     | 0        | 158:69 | +89   | 6      |
| 2     | Italien          | 3      | 2     | 1        | 166:75 | +91   | 5      |
| 3     | Niederlande      | 3      | 1     | 2        | 66:148 | −82   | 4      |
| 4     | Schweiz          | 3      | 0     | 3        | 63:161 | −98   | 3      |

| Spiel | Datum              | Team 1           | Team 2           | 1. H. | 2. H. | Verl. | Ergebnis |
| ----- | ------------------ | ---------------- | ---------------- | ----- | ----- | ----- | -------- |
| C1    | 14. Mai 1950 16:00 | Italien          | Niederlande      | 27:13 | 44:4  | –     | 71:17    |
| C2    | 14. Mai 1950 17:30 | Tschechoslowakei | Schweiz          | 28:5  | 42:11 | –     | 70:16    |
| C3    | 15. Mai 1950 12:30 | Niederlande      | Schweiz          | 9:16  | 21:13 | –     | 30:29    |
| C4    | 15. Mai 1950 20:15 | Italien          | Tschechoslowakei | 21:21 | 13:19 | –     | 34:40    |
| C5    | 16. Mai 1950 12:30 | Tschechoslowakei | Niederlande      | 16:11 | 32:8  | –     | 48:19    |
| C6    | 16. Mai 1950 20:15 | Italien          | Schweiz          | 36:10 | 25:8  | –     | 61:18    |

## Finalrunde

### Platz 1 bis 6
Es wurde in der Gruppe Jeder gegen Jeden gespielt. Bei Punktgleichheit zählt der direkte Vergleich, danach die Korbdifferenz folgend die erzielten Körbe.
| Platz | Team             | Spiele | Siege | Niederl. | Körbe   | Diff. | Punkte |
| ----- | ---------------- | ------ | ----- | -------- | ------- | ----- | ------ |
| 1     | Sowjetunion      | 5      | 5     | 0        | 350:128 | +222  | 10     |
| 2     | Ungarn           | 5      | 4     | 1        | 224:185 | +39   | 9      |
| 3     | Tschechoslowakei | 5      | 3     | 2        | 205:206 | −1    | 8      |
| 4     | Frankreich       | 5      | 2     | 3        | 197:257 | −60   | 7      |
| 5     | Italien          | 5      | 1     | 4        | 168:217 | −49   | 6      |
| 6     | Polen            | 5      | 0     | 5        | 116:267 | −151  | 5      |

| Spiel | Datum              | Team 1           | Team 2           | 1. H. | 2. H. | Verl. | Ergebnis |
| ----- | ------------------ | ---------------- | ---------------- | ----- | ----- | ----- | -------- |
| D1    | 17. Mai 1950 16:00 | Tschechoslowakei | Sowjetunion      | 13:41 | 28:40 | –     | 41:81    |
| D2    | 17. Mai 1950 17:30 | Italien          | Polen            | 17:6  | 22:14 | –     | 39:20    |
| D3    | 17. Mai 1950 20:15 | Ungarn           | Frankreich       | 39:14 | 17:35 | –     | 56:49    |
| D4    | 18. Mai 1950 17:30 | Tschechoslowakei | Frankreich       | 25:3  | 27:19 | –     | 52:22    |
| D5    | 18. Mai 1950 20:15 | Sowjetunion      | Polen            | 51:11 | 36:8  | –     | 87:19    |
| D6    | 18. Mai 1950 21:45 | Ungarn           | Italien          | 13:15 | 16:13 | –     | 29:28    |
| D7    | 19. Mai 1950 17:30 | Polen            | Frankreich       | 15:24 | 11:19 | –     | 26:43    |
| D8    | 19. Mai 1950 20:15 | Sowjetunion      | Italien          | 33:4  | 32:12 | –     | 65:16    |
| D9    | 19. Mai 1950 21:45 | Ungarn           | Tschechoslowakei | 29:9  | 20:23 | –     | 49:32    |
| D10   | 20. Mai 1950 16:00 | Polen            | Tschechoslowakei | 6:16  | 14:24 | –     | 20:40    |
| D11   | 20. Mai 1950 17:30 | Frankreich       | Italien          | 30:22 | 33:29 | –     | 63:51    |
| D12   | 20. Mai 1950 19:05 | Ungarn           | Sowjetunion      | 24:22 | 8:23  | –     | 32:45    |

### Platz 7 bis 12
Es wurde in der Gruppe Jeder gegen Jeden gespielt. Bei Punktgleichheit zählt der direkte Vergleich, danach die Korbdifferenz folgend die erzielten Körbe.
| Platz | Team        | Spiele | Siege | Niederl. | Körbe   | Diff. | Punkte |
| ----- | ----------- | ------ | ----- | -------- | ------- | ----- | ------ |
| 1     | Rumänien    | 5      | 5     | 0        | 193:130 | +63   | 10     |
| 2     | Belgien     | 5      | 4     | 1        | 211:161 | +50   | 9      |
| 3     | Schweiz     | 5      | 2     | 3        | 141:143 | −2    | 7      |
| 4     | Österreich  | 5      | 2     | 3        | 131:149 | −18   | 7      |
| 5     | Israel      | 5      | 1     | 4        | 121:172 | −51   | 6      |
| 6     | Niederlande | 5      | 1     | 4        | 120:162 | −42   | 6      |

| Spiel | Datum              | Team 1      | Team 2      | 1. H. | 2. H. | Verl. | Ergebnis   |
| ----- | ------------------ | ----------- | ----------- | ----- | ----- | ----- | ---------- |
| E1    | 17. Mai 1950 11:00 | Schweiz     | Israel      | 11:6  | 17:15 | –     | 28:21      |
| E2    | 17. Mai 1950 12:30 | Österreich’ | Belgien     | 13:22 | 18:25 | –     | 31:47      |
| E3    | 17. Mai 1950 21:45 | Niederlande | Rumänien    | 13:10 | 10:13 | 2:4   | 25:27 (OT) |
| E4    | 18. Mai 1950 11:00 | Österreich  | Schweiz     | 8:12  | 18:16 | –     | 26:28      |
| D5    | 18. Mai 1950 12:30 | Rumänien    | Israel      | 27:9  | 14:12 | –     | 41:21      |
| E6    | 18. Mai 1950 16:00 | Niederlande | Belgien     | 12:14 | 12:27 | –     | 24:41      |
| E7    | 19. Mai 1950 11:00 | Israel      | Belgien     | 11:22 | 17:28 | –     | 28:50      |
| E8    | 19. Mai 1950 12:30 | Rumänien    | Schweiz     | 20:16 | 14:11 | –     | 34:27      |
| E9    | 19. Mai 1950 16:00 | Österreich  | Niederlande | 9:10  | 17:10 | –     | 26:20      |
| E10   | 20. Mai 1950 09:00 | Israel      | Niederlande | 9:11  | 30:10 | –     | 39:21      |
| E11   | 20. Mai 1950 10:20 | Belgien     | Schweiz     | 15:16 | 17:13 | –     | 32:29      |
| E12   | 20. Mai 1950 11:40 | Österreich  | Rumänien    | 11:23 | 5:19  | –     | 16:42      |

## Endstand
| Rang | Land             | Spiele | Bilanz |
| ---- | ---------------- | ------ | ------ |
| 1.   | Sowjetunion      | 7      | 7:0    |
| 2.   | Ungarn           | 7      | 6:1    |
| 3.   | Tschechoslowakei | 7      | 5:2    |
| 4.   | Frankreich       | 7      | 4:3    |
| 5.   | Italien          | 7      | 3:4    |
| 6.   | Polen            | 7      | 2:5    |
| 7.   | Rumänien         | 7      | 5:2    |
| 8.   | Belgien          | 7      | 4:3    |
| 9.   | Schweiz          | 7      | 2:5    |
| 10.  | Österreich       | 7      | 2:5    |
| 11.  | Israel           | 7      | 1:6    |
| 12.  | Niederlande      | 7      | 1:6    |